# Metriogryllacris amitarum
Metriogryllacris amitarum är en insektsart som först beskrevs av Griffini 1915.  Metriogryllacris amitarum ingår i släktet Metriogryllacris och familjen Gryllacrididae. Inga underarter finns listade i Catalogue of Life.